# كليير بوين
كليير بوين (بالإنجليزية: Clare Bowen)‏ هي مغنية وممثلة أسترالية، ولدت في 12 مايو 1984 في أستراليا. بدأت مشوارها المهني سنة 2003.

## وصلات خارجية
- كليير بوين على موقع IMDb (الإنجليزية)
- كليير بوين على موقع ألو سيني (الفرنسية)
- كليير بوين على موقع ميوزك برينز (الإنجليزية)
- كليير بوين على موقع أول موفي (الإنجليزية)
- كليير بوين على موقع أول ميوزيك (الإنجليزية)
- كليير بوين على موقع ديسكوغز (الإنجليزية)
- كليير بوين على موقع قاعدة بيانات الفيلم (الإنجليزية)
- كليير بوين على موقع كينوبويسك (الروسية)